# Zheng Chenggong
Zheng Chenggong, w Europie znany zazwyczaj jako Koksinga (Koxinga) (ur. 28 sierpnia 1624 w Hirado w Japonii, zm. 23 czerwca 1662) – chiński dowódca i przywódca antymandżurskiej opozycji. W 1661 roku dokonał inwazji na Tajwan.
Urodził się jako syn Zheng Zhilonga – pirata, a od 1628 roku dowódcy cesarskiej floty Chin. Jego matką była Japonka, Tagawa Matsu (田川松), imię chińskie Wengshi (翁氏). 
Po zajęciu Chin przez Mandżurów w 1644 roku ojciec i cała rodzina Zhenga przeszli na stronę Mandżurów. On sam natomiast przyłączył się do zbrojnego oporu antymandżurskiego, stając na czele wiernych Mingom sił w prowincji Fujian. Pomimo licznych ofert tytułów i wysokich stanowisk konsekwentnie odmawiał przejścia na stronę mandżurską.
Jako dowódca sił wiernych Mingom odnosił znaczne sukcesy, zadając Mandżurom dotkliwe straty. W 1659 roku jego wojska wyzwoliły prowincję Anhui i rozpoczęły oblężenie Nankinu, którego nie udało się jednak zdobyć. Po nieudanej próbie zdobycia miasta Zheng wycofał się ze swoimi siłami do Xiamen.
W 1661 roku, uznając dalszy opór za bezsensowny, na czele 25 tysięcy żołnierzy na 99 dżonkach dokonał inwazji na znajdujący się wówczas pod kontrolą holenderską Tajwan. Po krótkich walkach zdobył fort Provintia i obległ twierdzę Zeelandia. Wobec braku odsieczy, Holendrzy zostali zmuszeni do podpisania 1 lutego 1662 roku traktatu, na mocy którego opuścili wyspę. Zheng wkrótce potem zmarł, jednak jego następcy utrzymali kontrolę nad Tajwanem do 1683 roku (zob. Królestwo Dongning).
Jego europejskie imię Koksinga pochodzi z holenderskiego Coxinga i jest zniekształceniem chińskiego 國姓爺 (Guóxìngyé), oznaczającego "wielmożny pan noszący państwowe nazwisko".